# اسطوره‌شناسی اینوئیت

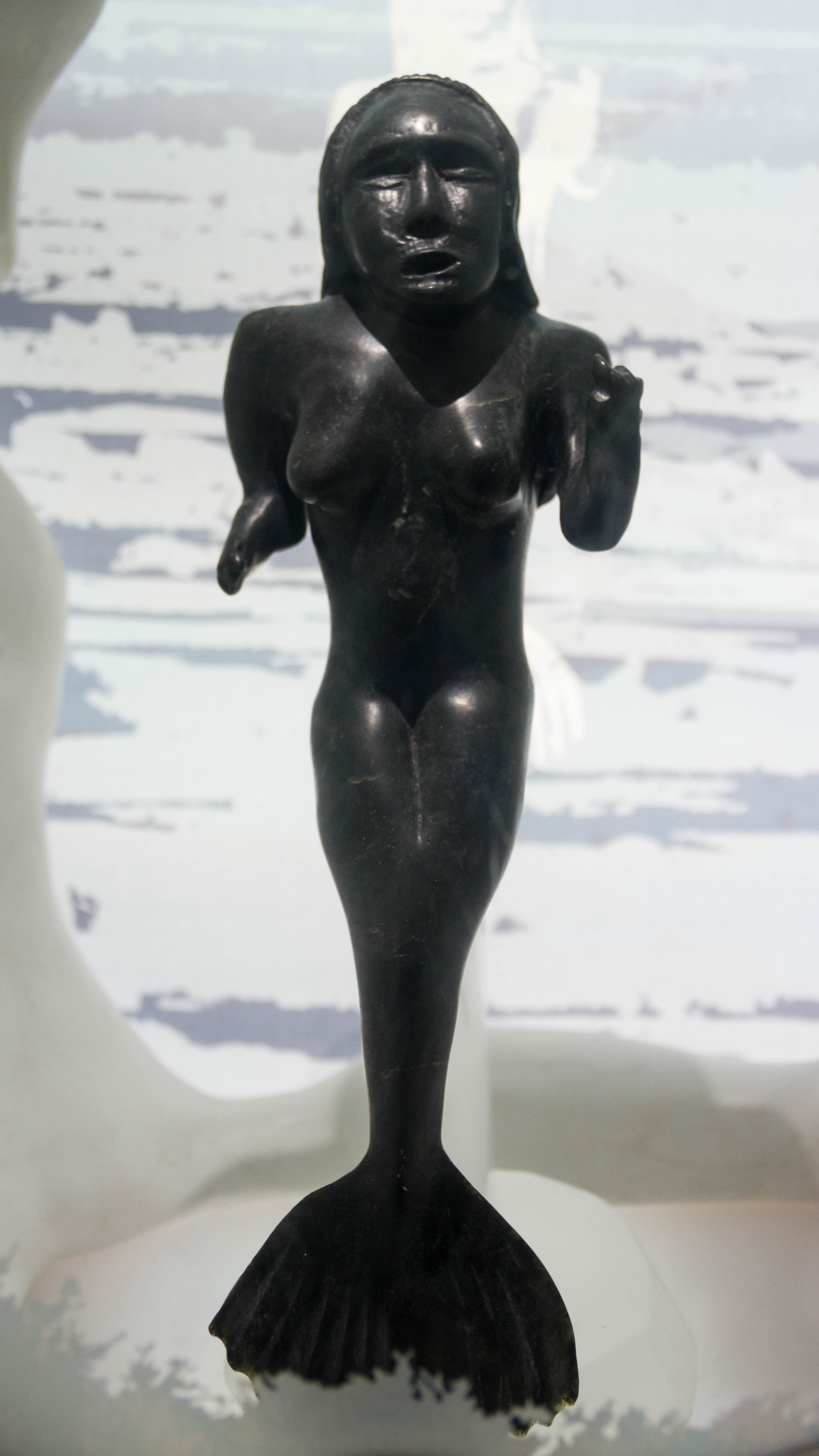
سدنا، ایزدبانوی اینوئیت

اسطوره‌شناسی اینوئیت منابعی از فرهنگ مردمان بومی اینوئیت (اسکیمو) ساکن آلاسکا، کانادا و گرینلند است که توسط بزرگان به منظور بهبود و تعلیم از طریق نسلی به نسل دیگر منتقل می‌شد. از این اساطیر به‌طور سنتی، در تمام جنبه‌های زندگی روزمره استفاده می‌شد، و به منظور تجدید حیات در گروه‌های اجتماعی با هدف حفظ آموزه‌های سنتی و به عنوان یک روش همبستگی فرهنگی و سیاسی محبوبیت پیدا کرد. افسانه‌ها معمولاً به عنوان روایاتی برای توصیف شخصیت‌ها، تجربه‌ها یا پدیدهٔ مذهبی و معنوی که روشنگر نظام اعتقادی یک جامعه خاص هستند به‌شمار می‌روند. اساطیر اینوئیت شباهت‌های بسیاری به ادیان مردمان دیگری در منطقه قطب شمال دارد. تمرینات سنتی مذهب اینوئیت ممکن است به شکل شمن‌باوری و بر اساس روح‌باوری خلاصه شوند. در برخی موارد، اساطیر اینوئیت مفهوم مشترک معنای واژهٔ «اسطوره‌شناسی» را امتداد داد. برخلاف اساطیر یونانی، حداقل افراد ناچیزی بدون وقفه از گذشته‌های دور تا تا زمان حال به آن اعتقاد دارند. اینوئیت‌ها گسترده‌ترین اقوام بومی قطب شمال از لحاظ جغرافیایی‌اند. آن‌ها همچنین از لحاظ فرهنگی بسیار متنوع‌اند و با آنکه نام‌های گوناگون دارند، اکنون همگی به عنوان اینوئیت شناخته شده‌اند.

## سرچشمه‌های جهان
در میان گروه‌های اینوئیت آلاسکا، انواع خاصی از اساطیر پیرامون کلاغ وجود دارد. بسیاری از آن‌ها بن‌مایه مشترک دارند مبنی بر اینکه پیش از آغاز زمان، فقط تاریکی وجود داشت تا اینکه یک شخصیت فریبکار به نام «کلاغ» در شب ازلی برآمد و جهان را آفرید. قوم اینوپیاک داستان‌ها و اسطوره‌هایی دارند که می‌گویند چگونه کلاغ به دست یک شمن نخستین آفریده شد. در این داستان‌ها آمده که کلاغ بر نهنگی نیزه زد و بدنش را به خشکی بدل کرد. زمانی که کلاغ این کار را انجام داد، روز را آشکار کرد و نخستین آدم‌ها را آفرید. کلاغ در چندین اسطورهٔ دیگر نیز ظاهر می‌شود. اسطوره‌هایی که چیزهایی دربارهٔ سرشت دوگانهٔ آدم‌ها و حیوانات عرضه می‌کنند. مضمون مشترک این روایات این است که کلاغ را در هوای نامناسب روی تختهٔ یخ شناور رها می‌کنند. پس از مدتی، او به روستای آدمیان می‌رسد و در آنجا می‌ماند و با زن زیبایی ازدواج می‌کند. کلاغ و همسر انسانی‌اش صاحب چند بچه می‌شوند که با پدرشان به سرزمین اصلی بر می‌گردند. بچه‌ها یکباره در آنجا به کلاغ بدل می‌شوند، اما این قدرت را دارند که هر وقت بخواهند به شکل آدمی برگردند. سرانجام، اعقاب بچه‌های کلاغ فراموش می‌کنند که چگونه به شکل آدمی برگردند و برای همیشه به شکل کلاغ باقی می‌مانند.

### سیلا
سیلا اغلب به عنوان یک واژهٔ اینوئیت، به «هوا» یا «تجسم شخصیت هوا» ترجمه می‌شود. در واقع اینوئیت‌ها از سیلا به عنوان آب‌وهوا، شرایط آب‌وهوایی یا خود هوا سخن می‌گویند و صفات انسانی برای آن قایل‌اند، مثلاً می‌گویند سیلا خشمگین است یا سیلا نومید شده است. اما سیلا چیزی بیش از آب و هوا است. آن را بن اصلی و ذهن کیهانی می‌دانند که شامل جهان طبیعی است و در هر فردی تجلی می‌یابد. سیلا مفاهم متعدد دارد، مثلاً همه فراگیرنده، روح زندگی بخش، آگاهی کیهانی و روح نفس که هر شخص را با آهنگ کیهانی وصل می‌کند و نفس فرد را با محیط زیست و شخص را به کیهان پیوند می‌دهد. روح یک شخص عنصری از سیلا به عنوان اصل وحدت ازلی است.

## ایزدان
در زیر فهرستی از ایزدان اصلی اینوئیت‌ها همراه با افسانه‌ها و قدرت‌های خاصی که بر بخش‌هایی از جهان اینوئیت داشتند آمده است:
- آکولوجوسی: مادر، آفرینندهٔ بزرگ.
- آکنا: ایزدبانوی مادر باروری.
- آکی‌چا/مالینا: ایزد خورشید که در آلاسکا پرستش می‌شد.
- آگلولیک: ایزد شیطانی دریاها.
- آنگوتا: باشندهٔ متعال که مردگان را به جهان زیرزمینی (آدلیوون) می‌برد، جایی که آن‌ها باید با او به مدت یکسال می‌خوابیدند.
- ایگالوک/آنینگان: ایزد ماه و برادر خورشید که در عرض آسمان دنبالش می‌کند.
- نانوک: ایزد خرس‌های قطبی.
- پینگا: ایزدبانوی شکار، باروری و دارو.
- سِدنا: ایزدبانوی بزرگ دریا و آفریدگان دریایی.
- سیلا: فرمانروای آسمانی، تجسم شخصیت هوا و انرژی کیهانی.
- تکه‌ایت سرکتوتک: ایزد زمین، استاد شکار و گوزن شمالی.